# Ceratozamija
Ceratozamija (lat. Ceratozamia), rod cikada iz porodice Zamiaceae. Pripada mu 28 priznatih vrsta

## Vrste
1. Ceratozamia alvarezii Pérez-Farr., Vovides & Iglesias
2. Ceratozamia becerrae Pérez-Farr., Vovides & Schutzman
3. Ceratozamia brevifrons Miq.
4. Ceratozamia chimalapensis Pérez-Farr. & Vovides
5. Ceratozamia decumbens Vovides, Avendaño, Pérez-Farr. & Gonz.-Astorga
6. Ceratozamia delucana Vázq.Torres, A.Moretti & Carv.-Hern.
7. Ceratozamia euryphyllidia Vázq.Torres, Sabato & D.W.Stev.
8. Ceratozamia fuscoviridis W.Bull
9. Ceratozamia hildae G.P.Landry & M.C.Wilson
10. Ceratozamia hondurensis J.L.Haynes, Whitelock, Schutzman & R.S.Adams
11. Ceratozamia huastecorum Avendaño, Vovides & Cast.-Campos
12. Ceratozamia kuesteriana Regel
13. Ceratozamia latifolia Miq.
14. Ceratozamia matudae Lundell
15. Ceratozamia mexicana Brongn.
16. Ceratozamia miqueliana H.Wendl.
17. Ceratozamia mirandae Vovides, Pérez-Farr., Iglesias
18. Ceratozamia mixeorum Chemnick, T.J.Greg. & Salas-Mor.
19. Ceratozamia morettii Vázq.Torres & Vovides
20. Ceratozamia norstogii D.W.Stev.
21. Ceratozamia robusta Miq.
22. Ceratozamia sabatoi Vovides, Vázq.Torres, Schutzman & Iglesias
23. Ceratozamia santillanii Pérez-Farr. & Vovides
24. Ceratozamia subroseophylla Mart.-Domínguez & Nic.-Mor.
25. Ceratozamia vovidesii Pérez-Farr. & Iglesias
26. Ceratozamia whitelockiana Chemnick & T.J.Greg.
27. Ceratozamia zaragozae Medellín
28. Ceratozamia zoquorum Pérez-Farr., Vovides, Iglesias